# Het dorpsgezicht
Het dorpsgezicht (Frans: La vue de village) is de titel van een van de belangrijkste werken van Frédéric Bazille. Hij schilderde het in de zomer van 1868, waarna het op de Parijse salon van 1869 voor het eerst tentoongesteld werd. Tegenwoordig is het schilderij een van de hoogtepunten in de collectie van het Musée Fabre in Montpellier.

## Voorstelling
Toen Berthe Morisot de Parijse Salon van 1869 bezocht, waar ook Het balkon van Manet te zien was waarop zij figureerde, schreef zij aan haar zus Edma over Bazilles schilderij:

Le grand Bazille a fait une chose que je trouve fort bien : c'est une petite fille en robe très claire, à l'ombre d'un arbre derrière lequel on aperçoit un village. Il y a beaucoup de lumière, de soleil. Il cherche ce que nous avons si souvent cherché, mettre une figure en plein air ; cette fois il me paraît avoir réussi. 

(De grote Bazille heeft iets gedaan dat ik heel goed vind: het is een klein meisje in een heel lichte jurk in de schaduw van een boom waarachter een dorp te zien is. Er is veel licht, zon. Hij probeert wat wij zo vaak geprobeerd hebben, een figuur in de openlucht plaatsen; deze keer lijkt hij me geslaagd)
— Berthe Morisot (1 mei 1869)

Het meisje in kwestie was waarschijnlijk de dochter van de Italiaanse pachter van Bazilles ouders. Zij zit op de grond in de schaduw van een parasolden en draagt een jurk van witte mousseline met roze strepen. Het rode haarlint en de strik in dezelfde kleur zorgen voor een opvallend accent. Op de achtergrond zijn de rivier de Lez en het dorp Castelnau badend in de zon te zien.
Bazille schilderde Het dorpsgezicht toen hij, zoals elke zomer, een bezoek bracht aan Méric, het familielandgoed aan de rand van Montpellier. Daar had hij al eerder familieleden en bekenden in de buitenlucht geschilderd, zoals op Familiereünie, zijn bekendste werk, en De roze jurk, dat in de keuze van het onderwerp en de achtergrond gelijkenis vertoont met Het dorpsgezicht.

## Herkomst
- 1898: Schenking van de moeder van de kunstenaar aan het Musée Fabre.

## Afbeeldingen

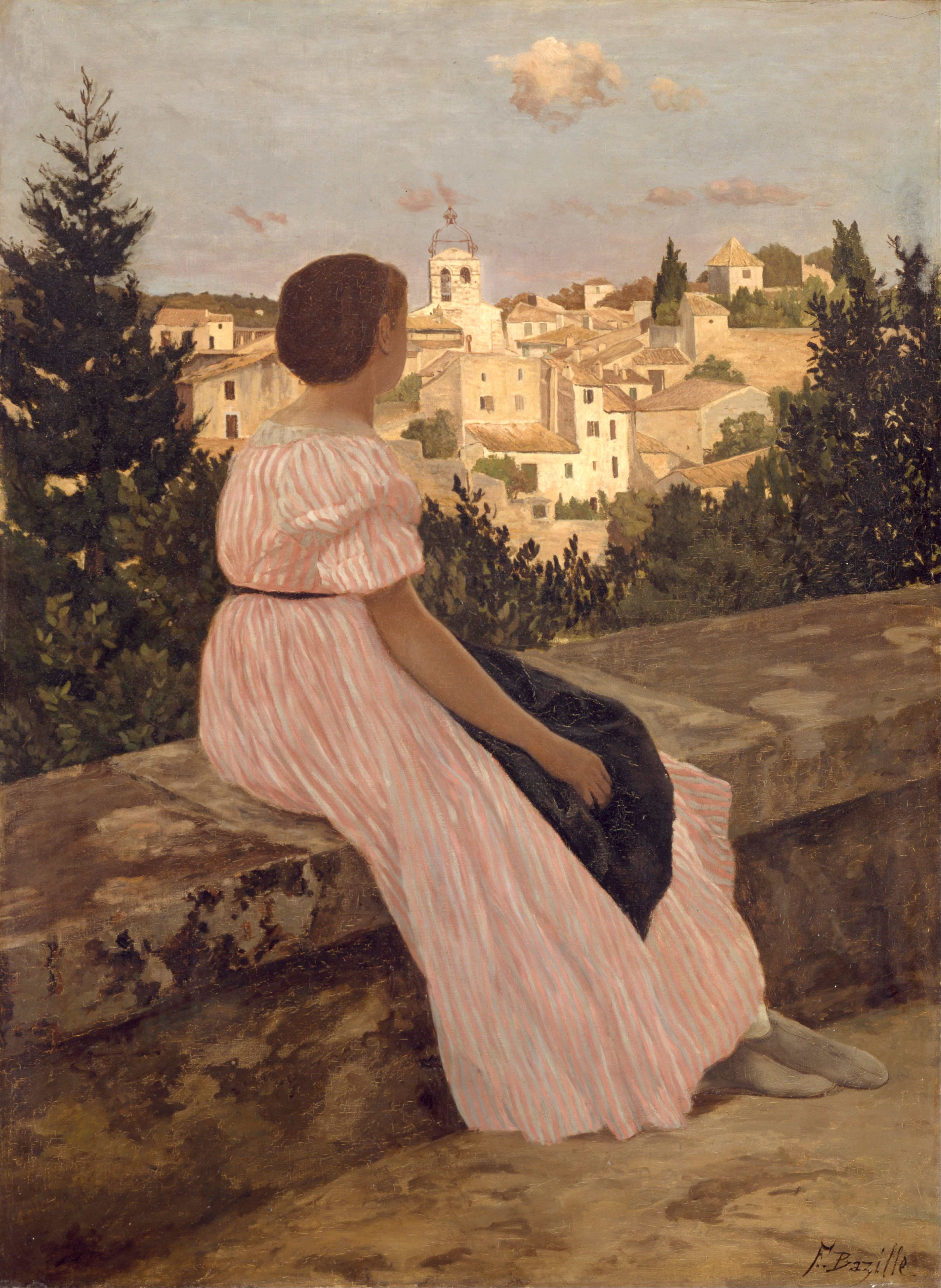
De roze jurk (1864)
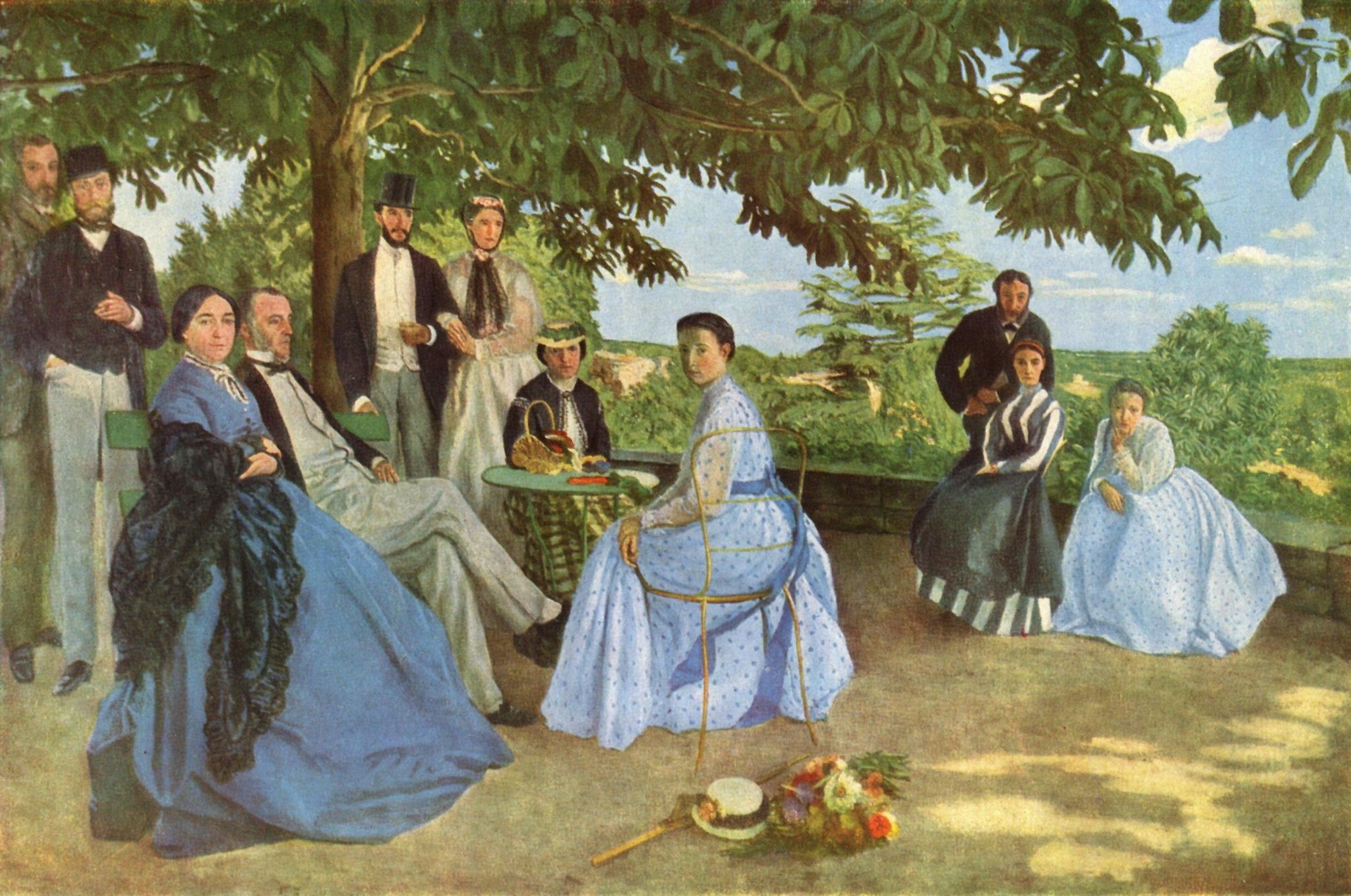
Familiereünie (1867)